# خودکشی در اوکراین
خودکشی در اوکراین کارای رایج مرگ غیرطبیعی و یک معضل اجتماعی در این کشور است. در سال ۲۰۰۹ اوکراین سیزدهمین کشور در رتبه‌بندی فهرست میزان خودکشی کشورها بود. خودکشی نخستین عامل مرگ‌ومیر در ارتش اوکراین است. (داده‌ها مربوط به سال ۲۰۱۲ و پیش از آغاز مداخله نظامی روسیه در اوکراین است).

## آمار
| نرخ خودکشی در اوکراین در هر ۱۰۰٬۰۰۰ تن براساس جنسیت از ۱۹۸۱ تا ۲۰۰۹ | نرخ خودکشی در اوکراین در هر ۱۰۰٬۰۰۰ تن براساس جنسیت از ۱۹۸۱ تا ۲۰۰۹ | نرخ خودکشی در اوکراین در هر ۱۰۰٬۰۰۰ تن براساس جنسیت از ۱۹۸۱ تا ۲۰۰۹ | نرخ خودکشی در اوکراین در هر ۱۰۰٬۰۰۰ تن براساس جنسیت از ۱۹۸۱ تا ۲۰۰۹ | نرخ خودکشی در اوکراین در هر ۱۰۰٬۰۰۰ تن براساس جنسیت از ۱۹۸۱ تا ۲۰۰۹ | نرخ خودکشی در اوکراین در هر ۱۰۰٬۰۰۰ تن براساس جنسیت از ۱۹۸۱ تا ۲۰۰۹ | نرخ خودکشی در اوکراین در هر ۱۰۰٬۰۰۰ تن براساس جنسیت از ۱۹۸۱ تا ۲۰۰۹ | نرخ خودکشی در اوکراین در هر ۱۰۰٬۰۰۰ تن براساس جنسیت از ۱۹۸۱ تا ۲۰۰۹ |
| جنسیت                                                               | ۱۹۸۱                                                                | ۱۹۸۵                                                                | ۱۹۹۰                                                                | ۱۹۹۵                                                                | ۲۰۰۰                                                                | ۲۰۰۵                                                                | ۲۰۰۹                                                                |
| ------------------------------------------------------------------- | ------------------------------------------------------------------- | ------------------------------------------------------------------- | ------------------------------------------------------------------- | ------------------------------------------------------------------- | ------------------------------------------------------------------- | ------------------------------------------------------------------- | ------------------------------------------------------------------- |
| مردان                                                               | ۴۰٫۸                                                                | ۳۷٫۷                                                                | ۳۴٫۶                                                                | ۵۰٫۲                                                                | ۵۲٫۱                                                                | ۴۰٫۹                                                                | ۳۷٫۸                                                                |
| زنان                                                                | ۹٫۳                                                                 | ۹٫۱                                                                 | ۸٫۷                                                                 | ۹٫۶                                                                 | ۱۰٫۰                                                                | ۷٫۰                                                                 | ۷٫۰                                                                 |
| کل                                                                  | ۲۳٫۷                                                                | ۲۲٫۳                                                                | ۲۰٫۷                                                                | ۲۸٫۴                                                                | ۲۹٫۶                                                                | ۲۲٫۶                                                                | ۲۱٫۲                                                                |
| منبع: سازمان بهداشت جهانی                                           |                                                                     |                                                                     |                                                                     |                                                                     |                                                                     |                                                                     |                                                                     |

| شمار خودکشی‌ها در اوکراین براساس سن و جنسیت به سال ۲۰۰۹ | شمار خودکشی‌ها در اوکراین براساس سن و جنسیت به سال ۲۰۰۹ | شمار خودکشی‌ها در اوکراین براساس سن و جنسیت به سال ۲۰۰۹ | شمار خودکشی‌ها در اوکراین براساس سن و جنسیت به سال ۲۰۰۹ | شمار خودکشی‌ها در اوکراین براساس سن و جنسیت به سال ۲۰۰۹ | شمار خودکشی‌ها در اوکراین براساس سن و جنسیت به سال ۲۰۰۹ | شمار خودکشی‌ها در اوکراین براساس سن و جنسیت به سال ۲۰۰۹ | شمار خودکشی‌ها در اوکراین براساس سن و جنسیت به سال ۲۰۰۹ | شمار خودکشی‌ها در اوکراین براساس سن و جنسیت به سال ۲۰۰۹ | شمار خودکشی‌ها در اوکراین براساس سن و جنسیت به سال ۲۰۰۹ |
| ------------------------------------------------------ | ------------------------------------------------------ | ------------------------------------------------------ | ------------------------------------------------------ | ------------------------------------------------------ | ------------------------------------------------------ | ------------------------------------------------------ | ------------------------------------------------------ | ------------------------------------------------------ | ------------------------------------------------------ |
| سن                                                     | ۵–۱۴                                                   | ۱۵–۲۴                                                  | ۲۵–۳۴                                                  | ۳۵–۴۴                                                  | ۴۵–۵۴                                                  | ۵۵–۶۴                                                  | ۶۵–۷۴                                                  | ۷۵+                                                    | کل                                                     |
| مردان                                                  | ۳۴                                                     | ۹۰۶                                                    | ۱۵۰۴                                                   | ۱۴۲۳                                                   | ۱۷۱۰                                                   | ۱۰۲۰                                                   | ۸۶۲                                                    | ۵۳۲                                                    | ۷۹۹۲                                                   |
| زنان                                                   | ۱۹                                                     | ۱۴۸                                                    | ۱۸۶                                                    | ۲۱۶                                                    | ۲۸۶                                                    | ۲۴۳                                                    | ۳۱۳                                                    | ۳۱۳                                                    | ۱۷۲۴                                                   |
| کل                                                     | ۵۳                                                     | ۱۰۵۴                                                   | ۱۶۹۰                                                   | ۱۶۳۹                                                   | ۱۹۹۶                                                   | ۱۲۶۳                                                   | ۱۱۷۵                                                   | ۸۴۵                                                    | ۹۷۱۶                                                   |
| منبع: سازمان بهداشت جهانی                              |                                                        |                                                        |                                                        |                                                        |                                                        |                                                        |                                                        |                                                        |                                                        |

## خودکشی در ارتش
از ۱۸٪ تا ۵۰٪ خودکشی‌های اوکراین مربوط به ارتشیان است. معلول شدن ناشی از زندگی نظامی، عدم توانایی در کنار آمدن با محیط و استرس باعث این خودکشی‌ها هستند.
طبق گزارش سازمان بهداشت جهانی
- متوسط سن خودکش‌ها در این کشور ۱۹٫۹ سال است؛
- ۶۵٪ از اقدام به خودکشی‌ها در این کشور منجر به بستری شدن فرد می‌شود؛
- و از جمله روش‌های خودکشی مرسوم این کشور
  - حلق‌آویز کردن (۵۴٫۵٪)
  - زدن رگ (۲۷٫۳٪)
  - پرش از ارتفاع (۹٫۱٪)
  - اوردوز (۹٫۱٪) است.

## خودکشی مشاهیر
- الکساندر الکساندروویچ کوالنکو، فوتبالیست حرفه‌ای اوکراینی که از آپارتمانش خود را به زمین پرتاب کرد.
- واسیل یوسیو، مربی و فوتبالیست که با پرش از ارتفاع خودکشی کرد.

## پیشگیری از خودکشی
هم دولت اوکراین و همدیگر سازمان‌های میان‌کشوری برنامه‌هایی را به منظور پیشگیری از خودکشی در این کشور تدارک دیده‌اند. سازامن‌ها متفاوتی هم هستند که به خودکش‌ها کمک می‌رسانند.
| مجمع                                             | نشانی                         | راه‌های ارتباطی           | تلفن                     | ساعات کار                                                  |
| ------------------------------------------------ | ----------------------------- | ------------------------ | ------------------------ | ---------------------------------------------------------- |
| Telephone of confidence "Stavropyghion-058" Lviv | صندوق پستی 1067 1290000, LVIV | تلفن                     | ۰۵۸                      | روزانه ۰۰:۰۰–۲۳:۰۰                                         |
| اودسا                                            |                               | ملاقات چهره‌به‌چهره و تلفن | ۰۴۸۷ ۳۲۷۷۱۵, ۰۴۸۲ ۲۲۶۵۶۵ | از دوشنبه تا جمعه: ۱۰:۰۰–۰۸:۰۰, شنبه و یک‌شنبه: ۱۹:۰۰–۰۸:۰۰ |
| منبع: وب‌سایتSuicide.org                          |                               |                          |                          |                                                            |